# Berlin Niagara
Pour les articles homonymes, voir Obsession.
Pour plus de détails, voir Fiche technique et Distribution.
Berlin Niagara (Obsession) est un film franco-allemand réalisé par Peter Sehr et sorti en 1997.

## Fiche technique
- Titre original : Obsession
- Réalisation : Peter Sehr
- Scénario :  Marie-Noëlle, Peter Sehr
- Producteur : Wolfgang Esterer
- Photographie : David Watkin
- Montage : Heidi Handorf
- Musique : Micki Meuser
- Costume : Esther Walz
- Décors : Jérôme Latour
- Société(s) de production : High Speed Films Paris
- Société(s) de distribution : Gémaci
- Lieu de tournage : Leipzig
- Format : Technicolor - 1,85:1 -  35 mm - son  Dolby
- Genre : drame
- Durée : 104 minutes
- Dates de sortie :
  - 28 août 1997 ( Allemagne)
  - 26 avril 2000 ( France)

## Distribution
- Heike Makatsch : Miriam Auerbach
- Charles Berling : Pierre Moulin
- Daniel Craig : John MacHale
- Seymour Cassel : Jacob Frischmuth
- Allen Garfield : Simon Frischmuth
- Marie-Christine Barrault : Ella Beckmann
- Daniel Gélin : Xavier Favre
- Inga Busch : Ise

## Distinctions
- Nommé au Festival international du film de Saint-Sébastien
- Heike Makatsch nommée aux German Awards